# Asociația Studenților Creștini
Asociația Studenților Creștini (A.S.C.) a fost o societate studențească înființată la 20 mai 1922 de Corneliu Zelea Codreanu. A.S.C. a apărut ca urmare a dizolvării de către C. Z. Codreanu  (ales președinte al Societății Studenților în Drept) a Centrului Studențesc din Iași. Asociația Studenților Creștini a reprezentat principala organizație studențească a vremii, remarcându-se prin solicitările de ordin politic și social.
Sediul acestei asociații a fost la Căminul Cultural Creștin de la Râpa Galbenă.